# PHIL Haarlem

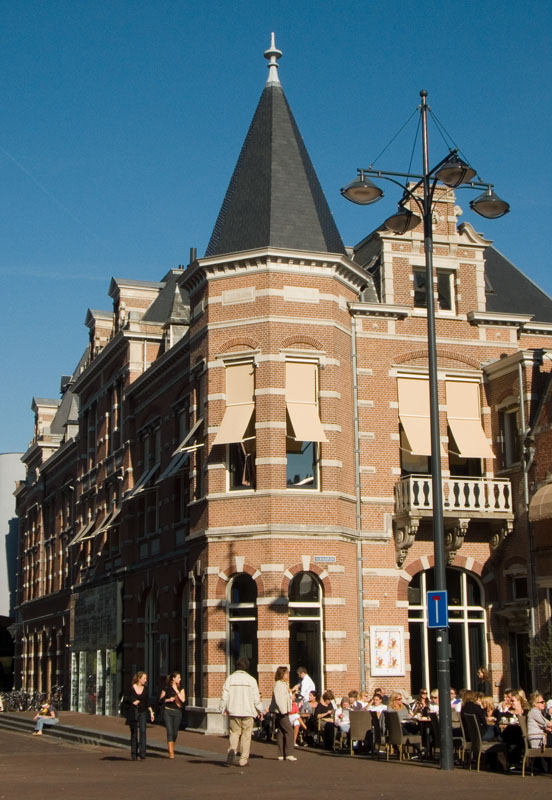
PHIL Haarlem

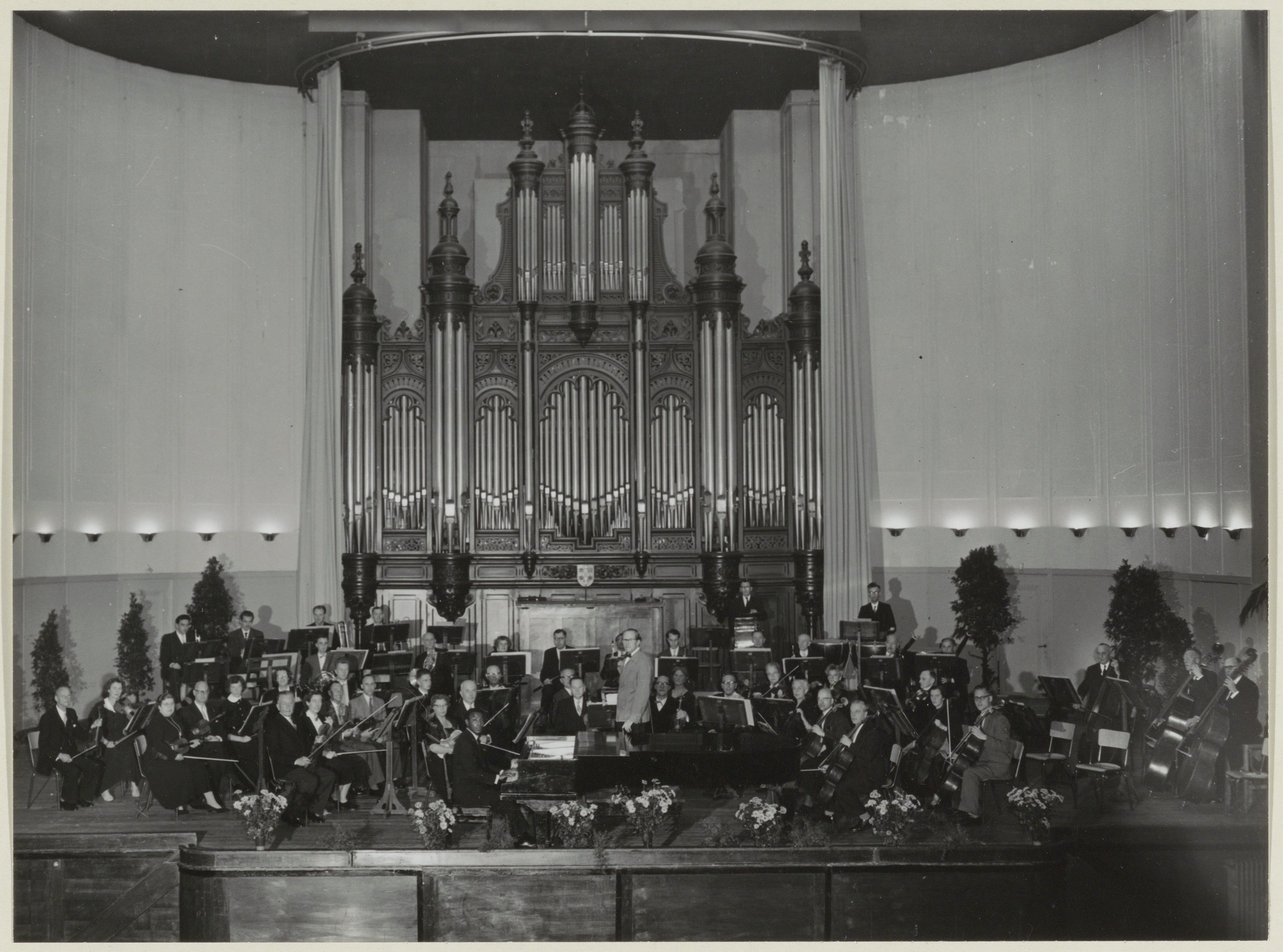
Podium van de Grote Zaal met het Noordhollands Philharmonisch Orkest o.l.v. Marinus Adam in 1954

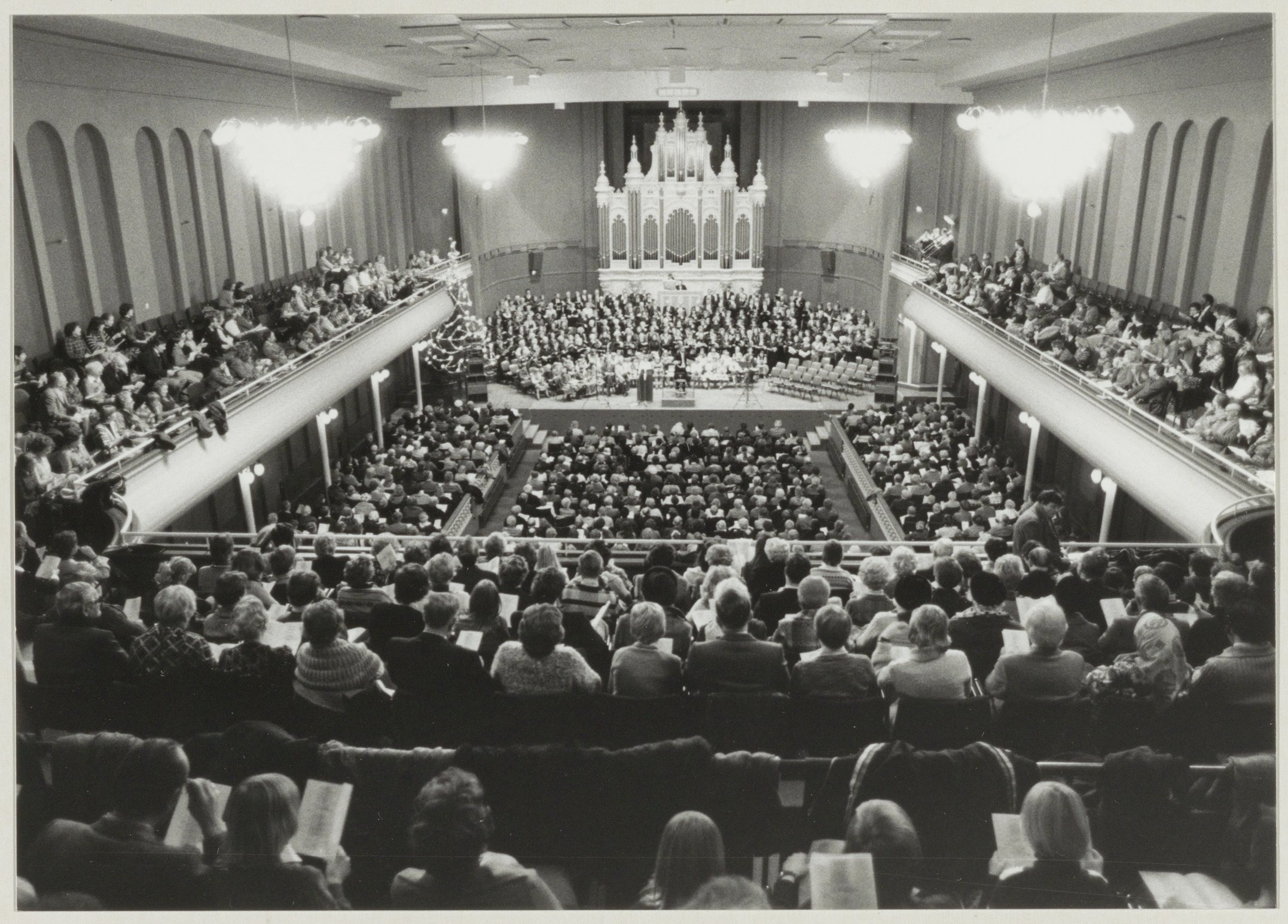
Volkskerstzang in 1978

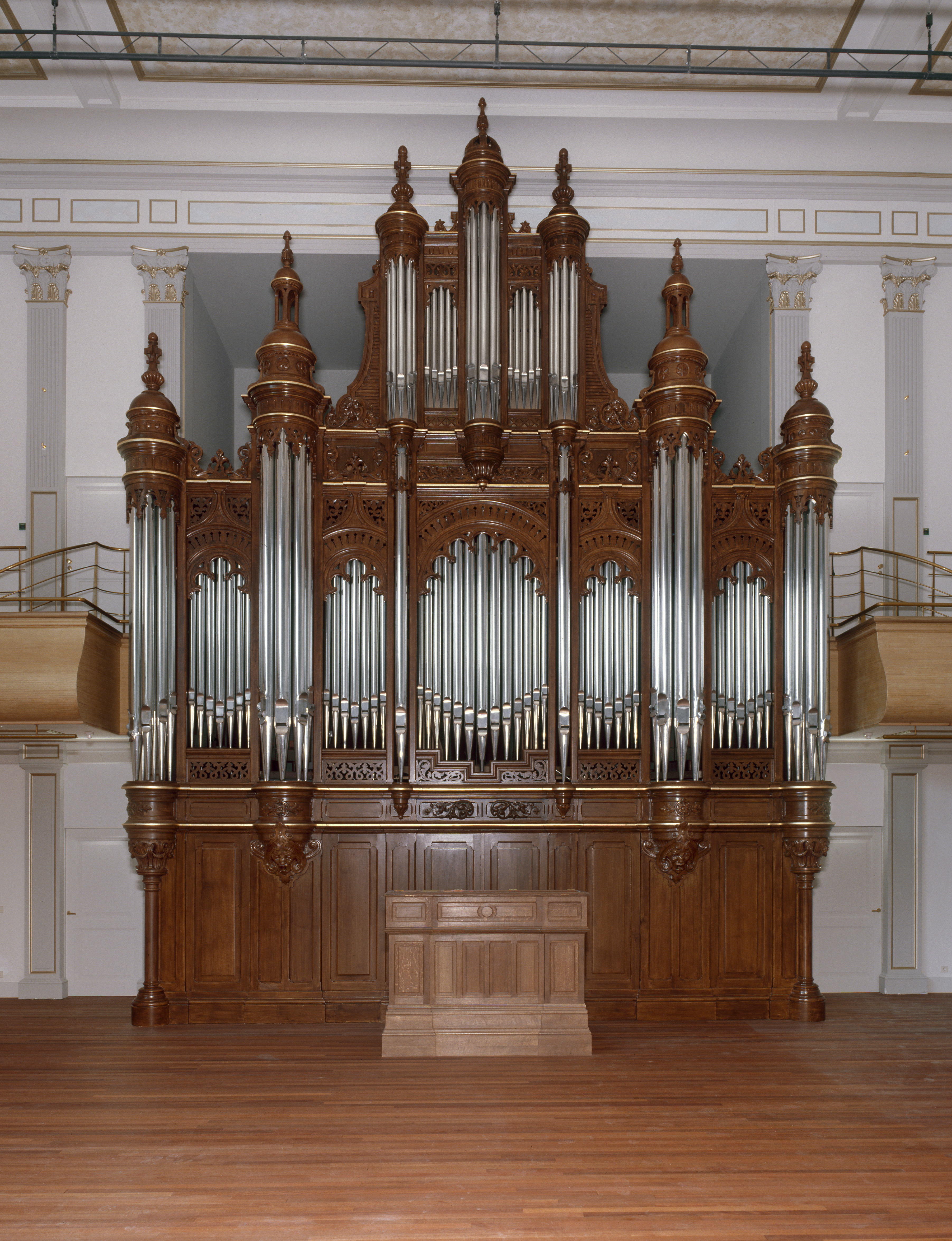
Het Cavaillé-Coll orgel in 2005

PHIL Haarlem, voorheen bekend als de Philharmonie, is een muziekhuis in Haarlem. De PHIL ligt op de hoek van het Klokhuisplein en de Lange Begijnestraat in het centrum van de stad. Tot 2001 was het gebouw bekend als het Concertgebouw.

## Concertgebouw
Het oorspronkelijke gebouw stamt uit 1872-1873 en is ontworpen door de Haarlemse architect Adrianus van der Steur (1836-1899). De eigenaar en exploitant van het complex was de herensociëteit "Vereeniging", die in 1856 was opgericht en al snel was overgegaan tot het organiseren van concerten. De rij panden in de Lange Begijnestraat en Wijde Appelaarsteeg die de sociëteit in de loop der jaren had verworven naast het Joh. Enschedécomplex aan het Klokhuisplein, werd vervangen door de nieuwbouw, die in juni 1873 werd geopend. In 1882 en 1894 vonden nog verbouwingen en uitbreidingen plaats.
In 1920 trok de "Vereeniging" zich terug uit de culturele activiteiten. De sociëteit betrok een nieuw pand aan de Zijlweg. De gemeente Haarlem werd eigenaar van het Concertgebouw en liet de exploitatie tientallen jaren over aan pachters. Een belangrijke uitbreiding was in 1922 de komst van het grote concertorgel van de befaamde Franse orgelbouwer Aristide Cavaillé-Coll. Dit had sinds 1875 in het Paleis voor Volksvlijt in Amsterdam gestaan. Het werd in 1924 in gebruik genomen na restauratie door de firma Adema. In de loop der jaren onderging het diverse vernieuwingen en veranderingen, maar in 2003-2006 werd het door de orgelfirma Flentrop teruggebracht in grotendeels de staat van 1924.
De Grote Zaal was de thuisbasis van de Haarlemsche Orkest Vereniging (HOV), die in 1953 werd omgezet in het Noordhollands Philharmonisch Orkest (NPhO). Voor kamermuziek was er de Tuinzaal, die ook als foyer kon worden gebruikt.
In de jaren zeventig trok de gemeente het cultuurbeleid naar zich toe en nam de exploitatie van het Concertgebouw en de Stadsschouwburg Haarlem zelf ter hand. In drie fasen, in 1973, 1977 en 1986, vonden aan het Concertgebouw belangrijke verbouwingen plaats.

## Philharmonie
In 1999 werd besloten het te kleine, verouderde en wat verwaarloosde Concertgebouw te restaureren en uit te breiden. In 2001 sloot het gebouw en startte de nieuw- en verbouw. De nieuwbouw is in feite om het oude gebouw heen gebouwd. Tijdens de verbouwing werd de Grote Zaal gerestaureerd, inclusief het Cavaillé-Coll-orgel. De orgelbouwersfirma Flentrop heeft het instrument zoveel mogelijk in de oorspronkelijke staat teruggebracht.
De Kleine Zaal is onderdeel van de nieuwbouw en heeft een amfitheaterachtige opstelling. Architect van de nieuw- en verbouw was Frits van Dongen, die ook het Theatercomplex 'De Harmonie' in Leeuwarden, 'De Landtong' op de Kop van Zuid in Rotterdam en de Heineken Music Hall in Amsterdam bouwde.
Op 14 oktober 2005 opende de nieuwe concertzaal zijn deuren. Het Concertgebouw Haarlem heet sindsdien Philharmonie Haarlem, in 2023 ingekort tot PHIL Haarlem. Er zijn vijf zalen:
- de Grote Zaal (1228 personen), in 2013 opnieuw verbouwd tot een multifunctionele zaal met een flexibel stoelenplan en een beweegbare vloer (die horizontaal ingesteld kan worden, maar ook met een helling, vooraan lager dan achteraan[1]), waardoor het aantal gebruiksmogelijkheden is vergroot.
- de Kleine Zaal (415 personen)
- het PHIL Café
- de Van Warmerdam Zaal
- de Van Beinum Zaal, genoemd naar dirigent Eduard van Beinum die van 1927 tot 1932 de HOV dirigeerde.

De nieuwbouw van de Philharmonie is geheel met glas bekleed. Dit glas is bedrukt met een grafische notatie, naar ontwerp van Karel Martens, van het muziekstuk Klokken voor Haarlem van Louis Andriessen, dat werd gespeeld tijdens de heropening in 2005.
Intussen was het NPhO in 2002 opgegaan in het orkest Holland Symfonia, dat vaste bespeler bleef van de PHIL, maar door bezuinigingen in 2013 geen functie als symfonieorkest meer heeft. Het Nederlands Philharmonisch Orkest en het Nederlands Kamerorkest hebben deze taken overgenomen en geven concerten in de PHIL. Daarnaast wordt het gebouw gebruikt voor vele andere voorstellingen en uitvoeringen in diverse muziekgenres en kunstvormen. Ook vormt het gebouw het hart van de Koorbiënnale (oneven jaren) en het Internationaal Orgelfestival Haarlem (even jaren). Sinds 2012 wordt er jaarlijks met publiek het televisieprogramma Maestro opgenomen, een dirigeerwedstrijd voor Bekende Nederlanders.
Sinds 2023 wordt in de publiciteit voor het gebouw de naam 'PHIL' of 'PHIL Haarlem' gebruikt, vanwege de nieuwe positionering als  eigentijds muziekhuis, waarbij de vertrouwde klassieke programmering verder werd uitgebreid met populaire muziek.